# 星琳高等学校
星琳高等学校（せいりんこうとうがっこう）は、福岡県北九州市八幡西区青山3丁目にある学校法人能美学園が運営している高等学校。

## 沿革

### 昭和
- 1963年12月4日 - 学校法人八幡筑紫女子学園成美高等学校設置認可。
- 1964年4月8日 - 開校後初の入学式挙行。
- 1964年5月16日 - この日を開校記念日として制定、祝賀会を挙行。
- 1965年11月13日 - 商業科設置認可。
- 1980年6月5日 - 法人名を能美学園に変更、学校名を青山女子高等学校と改称。
- 1980年11月5日 - 商業科を廃科。被服科を家政科と科名変更の認可。
- 1983年5月16日 - 創立20周年記念式典を挙行、同時に体育館兼講堂の落成披露。
- 1986年4月1日 - 調理科設置認可。
- 1987年4月1日 - 調理科専用の実習棟が完成、5月に落成披露。

### 平成
- 1994年5月16日 - 創立30周年記念式典を挙行、同時に創設者・能美ヨシ子の胸像建立を披露。
- 1997年10月9日 - 能美記念会館マルチメディアセンター落成披露。
- 1995年4月1日 - 普通科に特進コース・普通コースを設置、家政科を総合生活科と改称。
- 2001年5月16日 - 学校名を星琳高等学校と改称。
- 2002年4月1日 - 総合生活科を廃科。男女共学となる。
- 2003年3月1日 - 2001年の校名変更後も未定の校歌制作を小林亜星に依頼し、「星琳の星」を校歌として制定。
- 2005年4月1日 - 普通科に総合コースを併設。
- 2009年6月13日 - 武道場落成記念第1回星琳杯中学生剣道大会を開催。
- 2013年3月9日 - 総合グラウンドが竣工、記念の野球大会（vs福岡県立東筑高等学校）及びサッカー大会（vs福岡県立北筑高等学校）を開催。
- 2014年11月15日 - 創立50周年記念式典を挙行､料理研究家の服部幸應を招き記念講演開催、並びに祝賀会開催。
- 2014年11月16日 - 総合グラウンドにて創立50周年記念野球大会（vs福岡県立東筑高等学校）を開催。
- 2014年11月23日 - 総合グラウンドにて創立50周年記念サッカー大会（vs柳ヶ浦高等学校）を開催。
- 2016年10月15日 - 食物調理科開設30周年記念式典、並びに恩師とのふれあい調理交流を開催。

### 令和
- 2021年10月2日 - 創設5年目の吹奏楽部が第27回日本管楽合奏コンテスト（主催:公益財団法人日本音楽教育文化振興会）の予選において最優秀賞を受賞。創部初の全国大会への出場が決定し、11月6日の全国大会審査で優秀賞を受賞。

## 設置学科
- 普通科
  - 特別進学コース
  - 進学コース
  - 総合コース
- 食物調理科

## アクセス
- 西鉄バス北九州黒崎バスセンターから82番引野方面行きで約10分、「皇后崎公園前」停留所下車。
- 筑豊電鉄・筑豊電気鉄道線「萩原駅」下車徒歩で約6分。

## 出身有名人
- 野中小百合（元歌手）※文化女子大学附属杉並高等学校（現：文化学園大学附属杉並高等学校）に転校